# إدوارد هولاند
إدوارد هولاند (بالإنجليزية: Edward Holland)‏ هو سياسي أمريكي، ولد في 1702 في ألباني في الولايات المتحدة، وتوفي في 10 نوفمبر 1756 في نيويورك في الولايات المتحدة.